# Mordellistena simplex
Mordellistena simplex es una especie de coleóptero de la familia Mordellidae.

## Distribución geográfica
Habita en Brasil.